# نينتندو
شركة نينتندو المحدودة (بالإنجليزية: Nintendo Co., Ltd.‎؛ باليابانية: 任天堂株式会社‎، ‏نينتندو كابوشيكي غيشا) هي شركة متعددة الجنسيات تأسست في 23 سبتمبر، 1889 بمدينة كيوتو، اليابان بيد فوساجيرو ياماوتشي [الإنجليزية] لإنتاج أوراق لعب الـ«هانافودا» اليابانية المصنعة يدوياً. في نصف القرن العشرين، الشركة جربت العديد من الأعمال الملائمة الصغيرة، مثل فندق الحب وشركة سيّارات أجرة (تاكسي).
بعد ذلك تحولت نينتندو لتصبح شركة ألعاب فيديو، لتصبح إحدى أهم الشركات في هذا المجال وثالث أثمن شركات اليابان مع أكثر من 85 مليار دولار كثمن الشركة في السوق. نينتندو أيضاً مالكة الأكثرية لفريق سياتل مارينرز لكرة القاعدة وهو واحد من فرق دوري كرة القاعدة الرئيسي.
شركة نينتندو من أقدم الشركات المستمرة في السوق لأنظمة ألعاب الفيديو وهي واحدة من أكبر وأشهر منتجي أنظمة ألعاب. الاسم «نينتندو» (任天堂) تترجم من اليابانية بالكلمات: «دع الحظ للسماء.»
رئيسها الحالي هوَ شونتارو فوروكاوا ، سادس رئيس للشركة وخليف رئيسها السابق تاتسومي كيميشيما.

## سبب التسمية
Nintendo: هي ترجمة إنجليزية لاسم الشركة Nintendou (باليابانية: 任天堂) . حيث أن (Nin 任) تعني الواجب أو المسؤولية كما أنَ جملة (أونني ماكاسيرو 運に任せる) تعني يعتمد على الحظ أو دع الحظ ، و (tendou 天堂) تعني الجنة ما يطابق تمامًا المعنى الحرفي «دع الحظ للسماء» وبمعنى أدق «دع الحظ للجنة».

## تاريخ الشركة

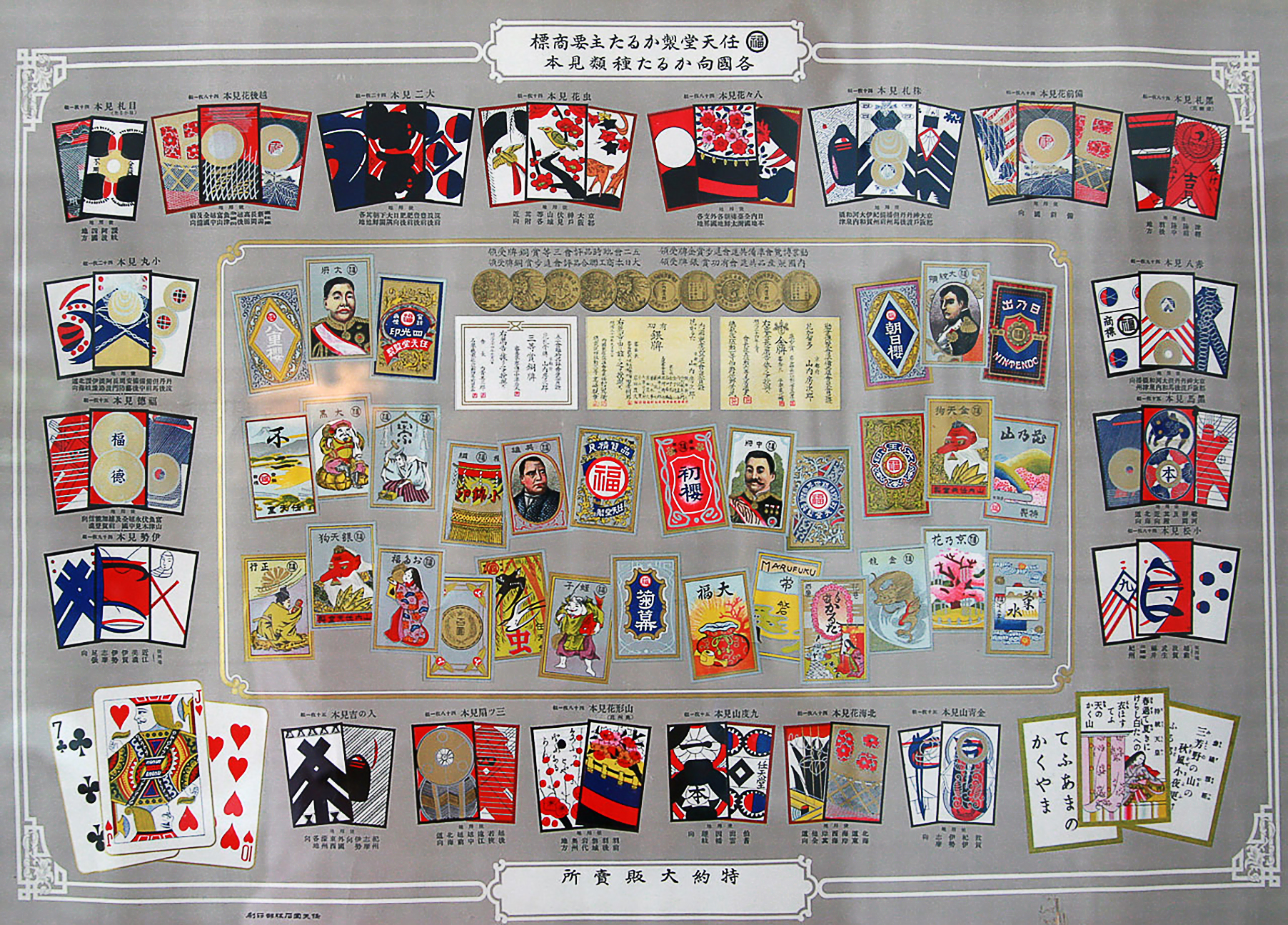
ملصق نينتندو من أواخر فترة مييجي.

بدأت نينتندو كعمل ملائمة صغيرة بيد فوساجيرو ياماوتشي [الإنجليزية] بآخر 1889 كشركة «نينتندو كوبپاي». من مدينة كيوتو في اليابان كانت نينتندو تعمل بإنتاج وتسويق أوراق لعب تدع بالـ«هانافودا». عندما بدأت هذه الأوراق المصنوعة يدوياً بكسب الشعبية، أجر فوساجيرو ياموشي بعض من المساعدون لإنتاج أوراق أكثر ليلحق مع الطلب المتكاثر.

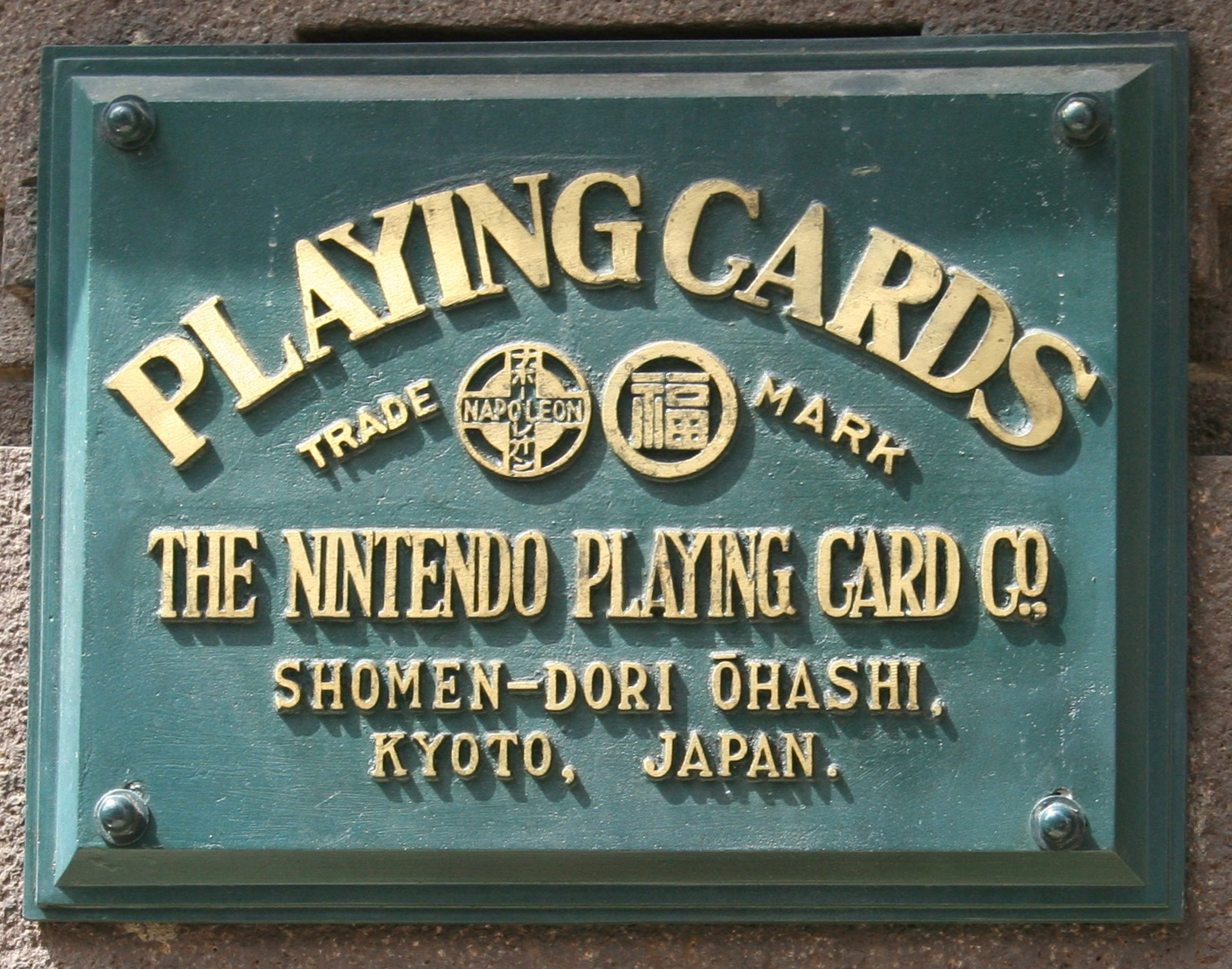
لوحة قديمة لمقر نينتندو عندما كانت شركة لتصنيع أوراق اللعب

في 1956، ذهب هيروشي ياموشي لتصالح مع شركة ورقة لعب الولايات المتحدة، المصنع مسيطر لإنتاج الأوراق اللعب في الولايات المتحدة. قد اندهش ياموشي عندما وجد أن أكبر منتجي للأوراق في العالم قد عزلوا لاستعمال مكتب صغير. من هذه الناحية أدرك ياموشي الحدود في عمل إنتاج الأوراق اللعب. من ثم كسب الحقوق لاستخدام شخصيات من ديزني لإستعمال صورها على أوراق لعب شركته، بهدف دفع مبيعات الأوراق.
في 1963، غير ياموشي اسم شركته من «شركة ورقة لعب نينتندو المحدودة» إلى «شركة نينتندو المحدودة.» بدأت الشركة بتجربت أنواع أخرى من الأعمال مع استعمال رأس مال المدخل حديثاً. في هذه الفترة، أي بين 1963 و 1968، أنشأت نينتندو شركة سيّارات أجره، وسلسلة «فنادق حب»، ومحطة شبكة تلفزيون، وشركة طعام (جربت الشركة أن تبيع «أرز سريعة التجهيز»، مشابه لالمعكرونة الصينية سريعة التجهيز). في النهاية كل هذه المشاريع فشلت، ومن بعد الألعاب الأولمبية في طوكيو مبيعات الأوراق اللعب قد انخفضت، تاركاً نينتندو مع 60 ين في الأسهم فقط.

## أجهزة ألعاب نينتندو

### نينتندو إنترتينمنت سيستم (من 1983 إلى 1996)
تم إصدار نينتندو إنترتينمنت سيستم (Nintendo Entertainment System أو NES) في 15 يوليو 1983 ، وهو عبارة عن جهاز ألعاب فيديو 8 بت تم إصدارها بواسطة نينتندو في أمريكا الشمالية وأمريكا الجنوبية وأوروبا وآسيا وأوقيانوسيا وإفريقيا وكان أول جهاز ألعاب فيديو منزلي من نينتندو تم إصداره خارج اليابان. في اليابان، يُعرف باسم "Family Computer" (أو "Famicom"، كما هو شائع في اختصاره، وبالعربية فاميكوم). بيع 61.91 مليون وحدة في جميع أنحاء العالم، ساعد الجهاز في تنشيط صناعة ألعاب الفيديو بعد انهيار ألعاب الفيديو عام 1983 ووضع معيار لأجهزة ألعاب الفيديو اللاحقة في كل شيء من تصميم الألعاب إلى الممارسات التجارية. كان جهاز نينتندو إنترتينمنت سيستم هو أول جهاز قامت الشركة المصنعة بالتودد إليها علنًا مع مطوري الطرف الثالث. بدأت العديد من سلاسل نينتندو الأكثر شهرة، مثل زيلدا ومترويد على الجهاز. استمرت نينتندو في إصلاح أجهزة فاميكوم في اليابان حتى 31 أكتوبر 2007 ، عزت قرار وقف الدعم إلى النقص المتزايد في الأجزاء الضرورية.
أصدرت نينتندو إصدارًا قائمًا على محاكاة البرامج من نينتندو إنترتينمنت سيستم في 10 نوفمبر 2016. أطلق عليه نينتندو إنترنينمنت سيستم كلاسيك إديشن، وهو عبارة عن جهاز ألعاب فيديو مخصص يأتي مع وحدة تحكم واحدة و 30 لعبة تم تحميلها مسبقًا.

### سوبر نينتندو إنترتينمنت سيستم (من 1990 إلى 2000)
صدر في 21 نوفمبر 1990 ، جهاز سوبر نينتندو إنترتينمنت سيستم أو سوبر نينتندو (بالإنجليزية: Super Nintendo Entertainment System ، الذي اختصر رسميًا Super NES أو SNES واختصر بالعامية Super Nintendo)، وهو عبارة عن جهاز ألعاب فيديو 16 بت أصدرتها نينتندو في أمريكا الشمالية وأمريكا الجنوبية وأوروبا وآسيا وأوقيانوسيا وأفريقيا. يُعرف في اليابان باسم سوبر فامكيوم (بالإنجليزية: Super Famicom). في كوريا الجنوبية، يُعرف باسم Super Cowboy وقد تم توزيعه بواسطة Hyundai Electronics.
كان جهاز سوبر نينتندو هو جهاز ألعاب الفيديو الرئيسي الثاني عند نينتندو، بعد جهاز نينتندو إنترتينمنت سيستم. في حين أن الجهاز السابق قد عان في منطقة PAL وأجزاء كبيرة من آسيا، فقد حقق سوبر نينتندو نجاحًا عالميًا، وإن لم يكن بإمكانها أن تضاهي شعبية سابقتها في شمال شرق آسيا وأمريكا الشمالية - ويرجع ذلك جزئيًا إلى المنافسة المتزايدة من جهاز سيجا جينسيس (يسمى بسيجا جينسيس في أمريكا الشمالية، ولكن في أوروبا واليابان باسم ميجا درايف). على الرغم من بدايتها المتأخرة نسبيًا، أصبح جهاز السوبر نينتندو أفضل وحدة تحكم مبيعًا في عصر 16 بت، حيث بيعت 49.10 مليون نظام حول العالم. تشتهر مكتبة الجهاز بترقية بعض سلاسل نينتندو الأكثر شهرة، وجعل الألعاب أكثر استحسانًا، مثل سوبر مترويد وذا ليجند أوف زيلدا: آه لينك تو ذا باست وفاينل فانتسي 4 وفاينل فانتسي 6 ودونكي كونغ كانتري وسوبر ماريو ورلد، بالإضافة إلى بدء بعض السلاسل الشهيرة مثل ستار فوكس وميغا مان اكس.
على غرار الإصدار الكلاسيكي من جهاز النينتندو إنترتينمنت سيستم الذي تم إصداره مسبقًا، أصدرت نينتندو إصدارًا قائمًا على محاكاة البرامج لجهاز السوبر نينندو في 29 سبتمبر 2017. أطلق عليه سوبر نينتندو كلاسيك إديشن، وهو، مثل سابقه، وحدة تحكم مخصصة تأتي مع جهازي تحكم و 21 لعبة محملة مسبقًا، واحدة منها، ستار فوكس 2 ، هي لعبة تم تطويرها في الأصل للنظام الذي لم يتم إصداره.

### نينتندو 64 (من 1996 إلى 2002)
تم إصدار نينتندو 64 في 23 يونيو 1996، (بالإنجليزية: Nintendo 64) والذي يُطلق عليه عادةً N64 ، ويطلق عليه اسم Ultra 64، وهو ثالث جهاز لألعاب الفيديو المنزلية من نينتندو للسوق الدولية. تم إصداره بثلاث ألعاب إطلاق في اليابان (سوبر ماريو 64 و Pilotwings 64 و Saikyo Habu Shogi) واثنتان في أمريكا الشمالية (سوبر ماريو 64 و Pilotwings 64). كان لمناطق PAL أيضًا ثلاثة ألقاب إطلاق (سوبر ماريو 64 و Shadows of the Empire و Pilotwings 64) مع Turok: Dinosaur Hunter تأخر حتى ثلاثة أيام بعد الإطلاق. ومن بين الألعاب الرئيسية الأخرى دونكي كونغ 64 وديدي كونغ رايسينغ وبانجو-كازووي ولعبتان في سلسلة ذا ليجند أوف زيلدا وغولدن آي 007 وماريو كارت 64 وسوبر سماش برذرز. وستار فوكس 64. وباع الجهاز 32.93 مليون جهاز.

### نينتندو جيم كيوب (من 2001 إلى 2007)
تم إصدار جهاز غيم كيوب (بالإنجليزية: Nintendo GameCube اختصارًا إلى GameCube أو NGC أو GCN) في 5 نوفمبر 2001. كان جهاز ألعاب الجيل السادس من نينتندو، وهي نفس الجيل الذي صدر فيه أجهزة دريم كاست من سيجا وبلايستيشن 2 من سوني وإكس بوكس من مايكروسوفت. حتى كشف النقاب عن الجهاز في SpaceWorld 2000، كان مشروع التصميم يُعرف باسم Dolphin - ولا يزال من الممكن رؤية هذا في الجهاز وأرقام طراز ملحقاتها. يعد الجهاز أكثر أجهزة الجيل السادس إحكاما. غيم كيوب هو أول جهاز من أجهزة ننيتندو تستخدم الأقراص الضوئية بدلاً من خراطيش الألعاب. أدت اتفاقية مع شركة ماتسوشيتا المصنعة لمحرك الأقراص الضوئية إلى إنشاء نظام غيم كيوب لتشغيل أقراص DVD يسمى باناسونيك كيو، والذي تم إصداره في اليابان فقط. تركزت الكثير من تشكيلة نينتندو الأساسية على تكملات سلاسلها الناجحة مثل سوبر ماريو سانشاين وسوبر سماش برذرز ميلي وذا ليجند أوف زيلدا: ذا ويند ويكر ومترويد برايم وبوكيمون كولوسيوم وستار فوكس أدفنشرز، بينما امتيازات جديدة مثل أنيمال كروسينغ وبيكمين، سلسلة بيكمين قد شهد إصدارًا حصريًا لليابان على N64. باع جهاز الغيم كيوب 21.74 مليون وحدة.

### وي (من 2006 إلى 2013)
تم إصدار جهاز الـ وي (بالإنجليزية: Wii) في 19 نوفمبر 2006 كجهاز ألعاب منزلي للـجيل السابع من نينتندو. صممت نينتندو الجهاز لجذب جمهور أوسع من منافسيها الرئيسيين، بلاي ستيشن 3 وإكس بوكس 360 ، بما في ذلك اللاعبين «العاديين» والجماهير التي كانت جديدة على ألعاب الفيديو.
تم التأكيد على هذه الأهداف من خلال الميزة المميزة لوحدة التحكم، وي ريموت - وحدة تحكم في الحركة يمكن أن تكتشف الحركة والدوران في ثلاثة أبعاد، باستخدام مزيج من أجهزة الاستشعار الداخلية وتحديد المواقع بالأشعة تحت الحمراء. تشتمل وحدة التحكم على منفذ توسعة يمكن استخدامه لتوصيل ملحقات أخرى، مثل نونتشوك - مرفق مع عصا تناظرية وأزرار إضافية، ووحدة تحكم «كلاسيك كونترولر» التقليدية، ووي موشن بلاس - ملحق مصمم لـ تعزيز قدرات الكشف عن الحركة لنماذج وي ريموت الأصلية.
جهاز وي الداخلي هو مشتق محدث من غيم كيوب؛ بالمقارنة مع منافسيها من الجيل السابع، كان لدى الجهاز قدرات رسومية عامة أقل، ولا تنتج بدقة عالية. يتميز الجهاز أيضًا بميزات تدعم الإنترنت؛ سمحت خدمة اتصال نينتندو واي-فاي للألعاب المدعومة بتقديم ميزات متعددة اللاعبين عبر الإنترنت وميزات أخرى، بينما سمحت ميزة وي كونكت 24 بتنزيل الرسائل والتحديثات أثناء وجود وحدة التحكم في وضع الاستعداد. من خلال قناة وي شوب، يمكن تنزيل الألعاب والتطبيقات الإضافية أو شراؤها لوحدة التحكم، بما في ذلك فرتشول كونسول - وهي مجموعة مختارة من ألعاب الفيديو الكلاسيكية التي تمت محاكاتها من وحدات التحكم القديمة. كانت النماذج المبكرة من وي أيضًا متوافقة مع الإصدارات السابقة مع ألعاب غيم كيوب ووحدات التحكم، ولكن تم إسقاط هذا من مراجعات الأجهزة اللاحقة.
حقق الجهاز نجاحًا كبيرًا لشركة نينتندو؛ في أبريل 2007، أعلنت صحيفة وول ستريت جورنال أن نينتندو «أصبحت الشركة الأفضل في مجال الألعاب»، مشيرة إلى نجاح وي وجهاز نينتندو دي أس المحمول. اعتبارًا من 31 مارس 2016، باع الجهاز 101.63 مليون جهاز حول العالم. وي سبورتس - مجموعة من الألعاب الرياضية المصغرة التي تم تصميمها للاستفادة من قدرات الـ وي ريموت، وتم تجميعها مع الجهاز خارج اليابان، وكان لها تأثير ثقافي كبير باعتباره «التطبيق القاتل» للجهاز بين الجمهور السائد.

### وي يو (من 2012 إلى 2017)
تم إصدار وي يو (بالإنجليزية: Wii U) في 18 نوفمبر 2012 كخليفة لجهاز الـ وي، وأول جهاز من الجيل الثامن من أجهزة ألعاب الفيديو المنزلية. ميزة أجهزة وي يو المميزة هي الـ جيم باد، وهي وحدة تحكم تشبه الكمبيوتر اللوحي تحتوي على شاشة تعمل باللمس تعمل على بث إخراج الفيديو لاسلكيًا من وحدة التحكم. يمكن استخدام شاشة جيم باد لتقديم منظورات بديلة أو تكميلية داخل اللعبة، أو كشاشة عرض رئيسية بدلاً من التلفزيون. على وجه الخصوص، روجت نينتندو لمفهوم تعدد اللاعبين «غير المتكافئ»، حيث يكون للاعب باستخدام لوحة الألعاب هدف ومنظور مختلفين عن أهداف اللاعبين الآخرين. إلى جانب جيم باد، يدعم وي يو أجهزة الوي والألعاب الخاصة به. كما تم إصدار لوحة ألعاب تقليدية تُعرف باسم وي يو برو كونترولر.
يتميز الوي يو بوظائف أكثر شمولاً عبر الإنترنت من وي، باستخدام منصة شبكة نينتندو؛ كما هو الحال مع وي، فهو يدعم تعدد اللاعبين عبر الإنترنت وتنزيل الألعاب والتطبيقات الجديدة وشرائها، ولكنه يسمح أيضًا بالدردشة المرئية. كانت تتميز سابقًا بشبكة اجتماعية داخلية تُعرف باسم Miiverse ، والتي سمحت للمستخدمين بكتابة ورسم منشورات في مجتمعات خاصة باللعبة، وتم إيقاف الخدمة في 8 نوفمبر 2017. حاولت نينتندو أيضًا تقديم تجارب الشاشة الثانية لبرمجة التلفزيون لـ وي يو من خلال ميزة تُعرف باسم Nintendo TVii، ولكن تم إيقافها خارج اليابان في أغسطس 2015. على عكس الوي، فإن أجهزة وي قادرة على تقديم رسومات عالية الدقة.
قوبل وي يو بتبني منخفض، عزاها مديرو نينتندو التنفيذيون إلى عدم وجود دعم من طرف ثالث، وسوء تسويق للنظام، مما أدى إلى عدم وضوح لوحة ألعاب وي يو من كونها جهازًا لوحيًا، وكذلك الإصدار اللاحق من بلاي ستيشن 4 وإكس بوكس ون في العام التالي. ومع ذلك، جادل بعض النقاد بأن وي يو لا يزال يتمتع بمزايا على بلايستيشن 4 وإكس بوكس ون، بما في ذلك التكلفة المنخفضة والعروض الحصرية المبكرة البارزة مثل سوبر ماريو 3دي ورلد. زادت المبيعات بشكل مطرد بعد إصدار العديد من العروض الحصرية البارزة للطرف الأول، بما في ذلك الإدخالات الجديدة في ألعاب ماريو كارت 8 وسوبر سماش برذرز فور وي يو،  واللعبة الجديدة سبلاتون.
في يناير 2017، صرح متحدث باسم نينتندو أن إنتاج الجهاز قد انتهى، حيث تم بيع 13.56 مليون وحدة فقط في جميع أنحاء العالم.

### نينتيندو سويتش (من 2017 إلى الحاضر)
تم إصدار نينتندو سويتش (بالإنجليزية: Nintendo Switch) في 3 مارس 2017، وهو الجهاز الثاني لـ نينتندو في الجيل الثامن من أجهزة ألعاب الفيديو المنزلية. تم تسمية النظام بالرمز "NX" قبل الإعلان الرسمي عنه. إنه جهاز هجين يمكن استخدامه كجهاز منزلي يتم إدخالها في نينتندو سويتش دوك المتصل بالتلفزيون أو الوقوف على طاولة مع مسند أو كجهاز محمول تشبه الكمبيوتر اللوحي. تتميز بوحدتي تحكم لاسلكيتين قابلتين للفصل تسمى جوي-كون، يمكن استخدامها بشكل فردي أو توصيلها بقبضة لتوفير شكل لوحة ألعاب أكثر تقليدية. تم تصميم كل من جوي-كون مع مستشعرات الحركة و HD Rumble ، نظام ملاحظات الاهتزاز اللمسي من نينتندو لتحسين تجارب اللعب. ومع ذلك، فإن جوي-كون هو الوحيد الذي يحتوي على قارئ NFC على عصا التحكم التناظرية لـ أميبو ومستشعر IR في الخلف. وحدة تحكم نينتندو سويتش برو هي وحدة تحكم تقليدية تشبه إلى حد كبير وحدة تحكم غيم كيوب.
تم عرض إعلان الكشف عن الجهاز  لأول مرة في 20 أكتوبر 2016 وعرض الوظائف المختلطة للنظام بالإضافة إلى لقطات من ذا ليجند أوف زيلدا: بريث أوف ذا وايلد ومن العناوين الجديدة المحتملة في سوبر ماريو وماريو كارت وسبلاتون من السلاسل. تم الإعلان لاحقًا عن هذه الألعاب غير المعروفة باسم سوبر ماريو أوديسي وماريو كارت 8 ديلوكس وسبلاتون 2 على التوالي.
باع نينتندو سويتش حاليًا 79.87 مليون وحدة اعتبارًا من 31 ديسمبر 2020، متفوقة على وي يو وغيم كيوب ونينتندو 64 وسوبر نينتندو ونينتندو إنترتينمنت سيستم ونينتندو 3دي أس خلال السنوات الأربع الأولى من إطلاقها.

### الأجهزة المحمولة

#### سلسلة الجيم بوي (من 1989 إلى 2007)
الـجيم بوي هيا اسم سلسلة الأصلية لألعاب نينتندو المحمولة. تتكون هذه سلسلة من الأجهزة التلية:
- الجيم بوي الأصلي (Game Boy)
- الجيم بوي - نسخة «بلاي إت لاود!» (Game Boy - "Play It Loud!" Edition)
- الجيم بوي بوكيت (Game Boy Pocket)
- الجيم بوي لايت (Game Boy Light)
- الجيم بوي كولر (Game Boy Color)
- الجيم بوي أدفانس (Game Boy Advance)
- الجيم بوي أدفانس إس پي (Game Boy Advance SP)
- الجيم بوي مايكرو (Game Boy Micro)

#### نينتندو دي إس (من 2004 إلى 2008)
الـنينتندو دي إس (Nintendo DS) صدر الجهاز في 2 ديسمبر 2004 في اليابان.

#### نينتندو دي إس لايت (من 2006 إلى 2011)
الـنينتندو دي إس لايت (Nintendo DS Lite) صدر الجهاز في 2 مارس 2006 في اليابان. اللايت هو مجرد تطوير لنينتندو دي إس الأصلي.

#### نينتندو دي إس آي (من 2008 إلى 2013)
الـنينتندو دي إس آي (Nintendo DSi) صدر الجهاز في 1 نوفمبر 2008 في اليابان. الدي إس آي هو مجرد تطوير لنينتندو دي إس لايت. الـنينتندو دي إس آي إكس إل (Nintendo DSi XL) صدر الجهاز في 21 نوفمبر 2009 في اليابان. الإكس إل هو مجرد نينتندو دي إس آي أكبر حجماً.

#### نينتندو 3دي إس (2011 إلى 2020)
الـنينتندو 3دي إس (Nintendo 3DS) صدر الجهاز في 31 مارس 2011 في جميع أنحاء العالم. الجهاز هو الأول من نوعه في تقديم رسوم ثلاثية أبعاد دون الحاجة إلى استخدام نظارات خاصة للعرض الصورة الثلاثية الأبعاد. تم عرض الجهاز في معرض E3 لعام 2010 وصرحت الشركة عن بعض مميزات الجهاز الأخرى مثل التحكم بالحركة وكاميرا لالتقاط الصور ثلاثية الابعاد.

## أشهر سلاسل ألعاب الخاصة لنينتندو
- سوبر ماريو
- دونكي كونج
- أسطورة زيلدا
- ستار فوكس
- مترويد
- بوكيمون
- كيربي
- إف-زيرو
- بيكمين
- فاير إمبلم
- جولدن سان
- أنيمل كروسينج
- ماثر/إرثباوند
- كيد إكروس
- 1080° التزلج على الثلج
- سبلاتون

## المكاتب والمواقع
شركة نينتندو المحدودة (NCL) هو الفرع الرئيسي للشركة، وتقع في متقط منامي-كو، مدينة كيوتو، محافظة كيوتو، اليابان (34°58′11.89″N 135°45′22.33″E / 34.9699694°N 135.7562028°E). شركة نينتندو أمَريكا المندمجة (NOA)، الفرع الأمريكية، تقع في ريدموند، واشنطن. لدى نينتندو أمَريكا مركزين للتوزيع أيضاً، وتقعان في أتلانتا، جورجيا وفي نورث بيند، واشنطن.